# Тест Голдфелда — Куандта
Тест Голдфелда — Квандта (англ. Goldfeld-Quandt test) — процедура тестирования гетероскедастичности случайных ошибок регрессионной модели, применяемая в случае, когда есть основания полагать, что стандартное отклонение ошибок может быть пропорционально некоторой переменной. Тест также основывается на предположении нормальности распределения случайных ошибок регрессионной модели. Фактически это F-тест, поскольку статистика теста имеет распределение Фишера.

## Сущность и процедура теста
В первую очередь, данные упорядочиваются по убыванию независимой переменной Z, относительно которой имеются подозрения на гетероскедастичность.
Далее обычным МНК оценивается исходная регрессионная модель для двух разных выборок — первых и последних m наблюдений в данном упорядочении, где {\displaystyle m<n/2}. Средние n-2m наблюдений исключаются из рассмотрения. Чаще всего объем исключаемых средних наблюдений — порядка четверти общего объема выборки. Тест работает и без исключения средних наблюдений, но в этом случае мощность теста меньше.  
Для полученных двух оценок регрессионной модели находят суммы квадратов остатков и рассчитывают F-статистику, равную отношению большей суммы квадратов остатков к меньшей {\displaystyle F={\frac {RSS_{1}/(m-k)}{RSS_{2}/(m-k)}}={\frac {RSS_{1}}{RSS_{2}}}}.
Данная статистика при отсутствии гетероскедастичности (и при нормальности распределения ошибок) имеет распределение Фишера {\displaystyle F(m-k,m-k)}. Следовательно, если данная статистика больше критического значения данного распределения при заданном уровне значимости, то нулевая гипотеза отвергается, то есть гетероскедастичность имеет место. В противном случае гетероскедастичность данного вида признается незначимой. Также можно проверить гипотезу с помощью P-значения данной F-статистики. Если {\displaystyle P(F)<\alpha }, где {\displaystyle \alpha } - уровень значимости, то гетероскедастичность значима, в противном случае - нет.

### Замечание
В тесте можно использовать также подвыборки с разным количеством наблюдений. В этом случае тестовая статистика рассчитывается как {\displaystyle {\frac {RSS_{1}/(m_{1}-k)}{RSS_{2}/(m_{2}-k)}}}. Соответственно распределение этой статистики {\displaystyle F(m_{1}-k,m_{2}-k)}.
Аналогично этот тест используется, если есть предположение о межгрупповой гетероскедастичности, когда дисперсия ошибки принимает, например, только два возможных значения. 